# باول بانتون
باول بانتون (بالإنجليزية: Paul Pantone)‏ عالم ومخترع أمريكي ولد سنة 1950 وهو مخترع جهاز الجييت (Geet) الموفر للوقود بنسبة تزيد عن 50% مقابل خلطه مع الماء.